# سماتش محمود
سماتش محمود (بالفارسية: سماچ محمود) هي قرية تقع في قسم نغور الريفي (مقاطعة تشابهار) في إيران. يقدر عدد سكانها بـ 641 نسمة بحسب إحصاء 2016.